# 正像
正像是光學中的直式圖像。當兩條光線在特定點互相交會時，將形成正像。它是一個方向與物件相同的影像，不同於相反的倒影圖像。
有些望遠鏡和其它的設備，如相機的暗箱，在觀察的表面上呈現一個倒置的影像。像鏡子和複合稜鏡元素等各種方法用於實現正像。常見的正像例子是標準平面鏡中的人物圖像。